# Herb Katowic
Herb Katowic – jeden z symboli miasta Katowice w postaci herbu, ustanowiony przez Radę Miejską Katowic uchwałą z 9 lutego 2004 roku w sprawie uchwalenia statutu miasta Katowice.

## Wygląd i symbolika
Herb przedstawia na złotej tarczy czarny młot wodny umocowany na drewnianym stelażu symbolizowanym przez brązową belkę drewnianą; pod nią zlokalizowane jest błękitne pole symbolizujące wodę napędzającą urządzenie kuźnicze. Urządzenie składa się z kowadła, młota kuźniczego napędzanego kołem zębatym oraz współosiowo połączonym wałem z kołem wodnym.
Blazon: W polu złotym czarny młot wodny z kowadłem zwrócony w prawo, z kołem zębatym po lewej stronie tarczy; młot stoi na belce brunatnej nad błękitną wodą.
Herb symbolizuje historyczny młot wodny pochodzący z Kuźnicy Boguckiej, która znajdowała się w rejonie współczesnego centrum Katowic oraz płynącą przez miasto Rawę.

## Historia

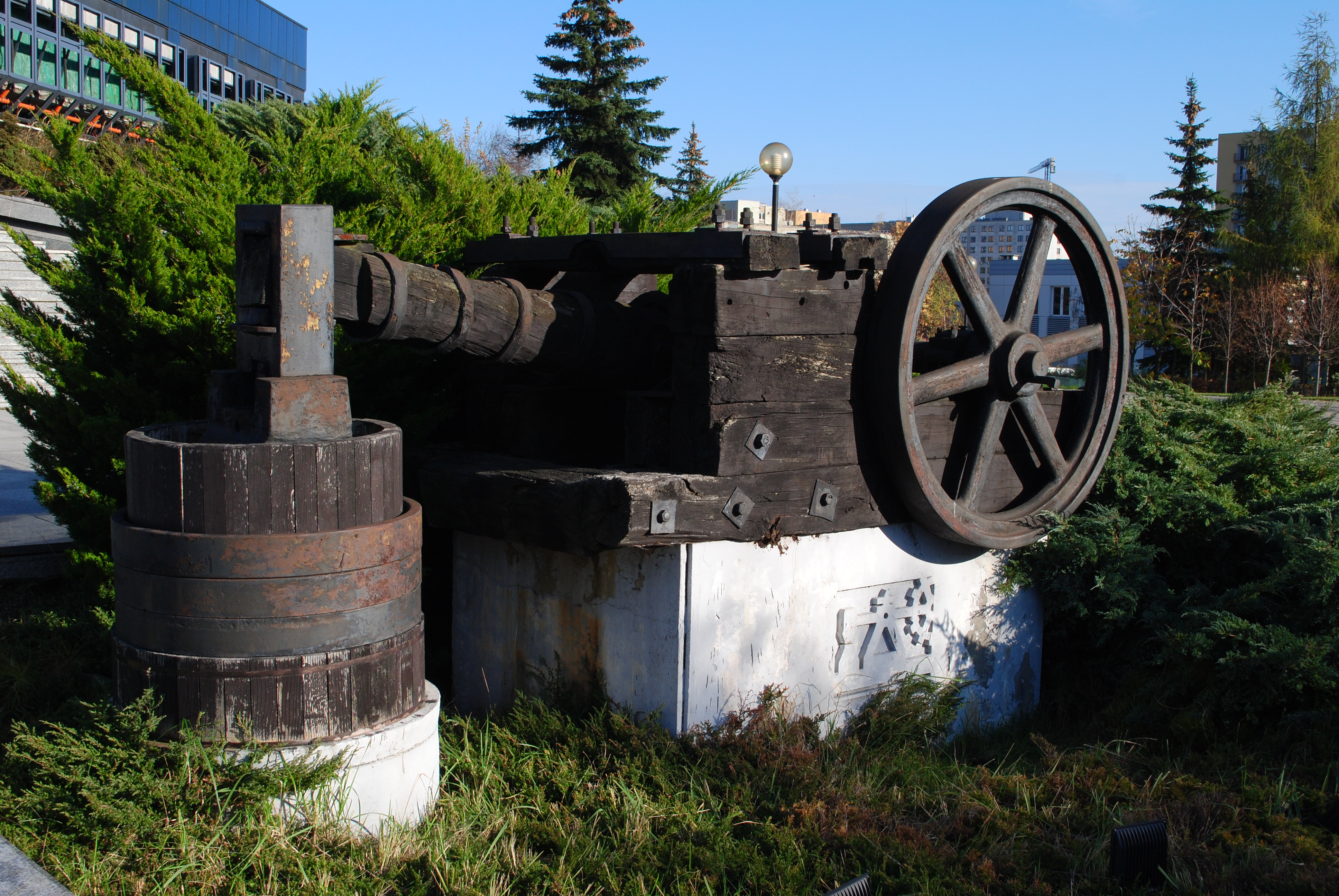
Replika młota wodnego przed gmachem Biblioteki Śląskiej na placu Rady Europy; na cokole stylizowany herb Katowic

Najstarszy wizerunek godła Kuźnicy Boguckiej, który z biegiem lat stał się herbem Katowic, znany jest z pieczęci odciśniętej na dokumencie katastralnym Katastru Karolińskiego z 7 maja 1723 roku. Przedstawiał on ręczny młot o długim stylisku wsparty głowicą na masywnym kowadle. Godło to symbolizowało kilkuwiekowe tradycje kuźnice Kuźnicy Boguckiej, a jednocześnie nawiązywało do nazwy miejscowości.
Godło o wizerunku zbliżonym do współczesnego w herbie Katowic pojawiło się na kolejnej pieczęci Kuźnicy Boguckiej, przybitej przy dokumencie z 26 marca 1816 roku. Pojawił się na nim młot wodny, po heraldycznej prawej stronie wsparty głowicą o kowadło, a po lewej zakończony kołem wodnym. Pieczęć ta została wykonana prawdopodobnie w latach 90. XVIII wieku, wkrótce po zainstalowaniu takiego młota w Kuźnicy Boguckiej. Było to na ówczesne czasy nowoczesne urządzenie, stanowiące chlubę tamtejszych rzemieślników i stąd też jego wizerunkiem zastąpiono poprzednie godło.

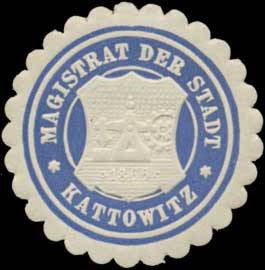
Przedwojenna zalepka magistratu miasta Katowice z herbem miasta

Samo godło z młotem wodnym o niezmienionym rysunku pojawiło się na następnej pieczęci używanej od 1818 roku, a także opatrzono ją dokumenty z 1866 roku – już po nadaniu rok wcześniej praw miejskich Katowicom. Na tej pieczęci pojawiła się po raz pierwszy nazwa Kattowitz. Na pierwszej miejskiej pieczęci Katowic, używanej w dokumentach z 1868 roku, u jego podstawy pojawił się rok 1867 który Marian Gumowski w opracowaniu z 1939 roku uznał za datę nadania miastu herbu, lecz wieloletnie poszukiwania historyków nie doprowadziły do odpowiedzi na temat faktycznej daty nadania herbu Katowic. Daty na pieczęciach ulegały zmianie – na dwóch tłokach był podany rok 1865 (data nadania praw miejskich), a na dwóch innych rok 1866 (powstanie samorządu miejskiego).
Pieczęć miejska używana od 1874 roku wskazywała, że godło Katowic poddano procesowi heraldyzacji. Przeniesiono je na tarczę herbową o kształcie niewiele przypominającym tradycyjne tarcze. Boczne krawędzie były mocno wcięte, natomiast górna i dolna miały zaznaczone pośrodku niewielki języczek, a po bokach wyraźne wypustki. W godle pod ramionami toporzyska pojawiła się masywna podpórka, a po lewej stronie prócz koła wodnego pojawiło się drugie – zabierakowe, a bijak wspierał się o masywne kowadło. Całość została umieszczona na poziomej belce, a u podnóża umieszczono datę.

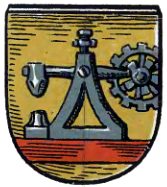
Herb Katowic autorstwa Ottona Huppa z 1898 roku

Herb Katowic, niemający oficjalnie zatwierdzonego rysunku i opisu, niemal od początku był przedstawiony w odmienny sposób. Najwięcej rozbieżności dotyczyło jego barw, które zostały dodane w momencie nadania miastu praw miejskich. Na pieczęciach za pomocą szrafunku prezentowały w złotym polu czarny młot wodny, a pod nim błękitny pas, natomiast w nieoficjalnych publikacjach herb był przedstawiany różnie. Herbarz Johanna Siebmachera z 1885 roku dał herbu Katowic niebieski młot, czerwone koło zębate i złote pole, a wydany w 1898 roku herbarz Ottona Huppa przedstawił herb Katowic w jednolitym złotym polu, z szaro-stalowym młotem na czerwonej drewnianej belce. Otto Hupp herb ten opracował na podstawie informacji zaczerpniętych przez niego w magistracie. Na wielu pocztówkach wydanych w przełomie XIX i XX wieku pole herbu miasta było zazwyczaj czerwone, a młot czarny lub błękitny.
Inną rozbieżnością było przedstawienie młota wodnego. Na pieczęciach miejskich i nalepkach młot ukazany został w pozycji poziomej z głowicą spoczywającą na kowadle, natomiast na nieoficjalnych wizerunkach panowała pod tym względem dowolność. W niektórych przedstawieniach, w tym na fasadach gmachów III Liceum Ogólnokształcącego im. A. Mickiewicza czy Akademii Muzycznej im. K. Szymanowskiego herb wzorowany był na pieczęci miejskiej, a na monografii Katowic autorstwa Georga Hoffmana czy elewacji wzniesionego na początku XX wieku gmachu Poczty Głównej w Gliwicach głowica młota została podniesiona. W przestrzeni miasta występowały godła zarówno z kołami wodnym i zabierakowym, jak i z samym kołem wodnym – m.in. na fasadzie kamienicy przy ulicy Dyrekcyjnej 10.

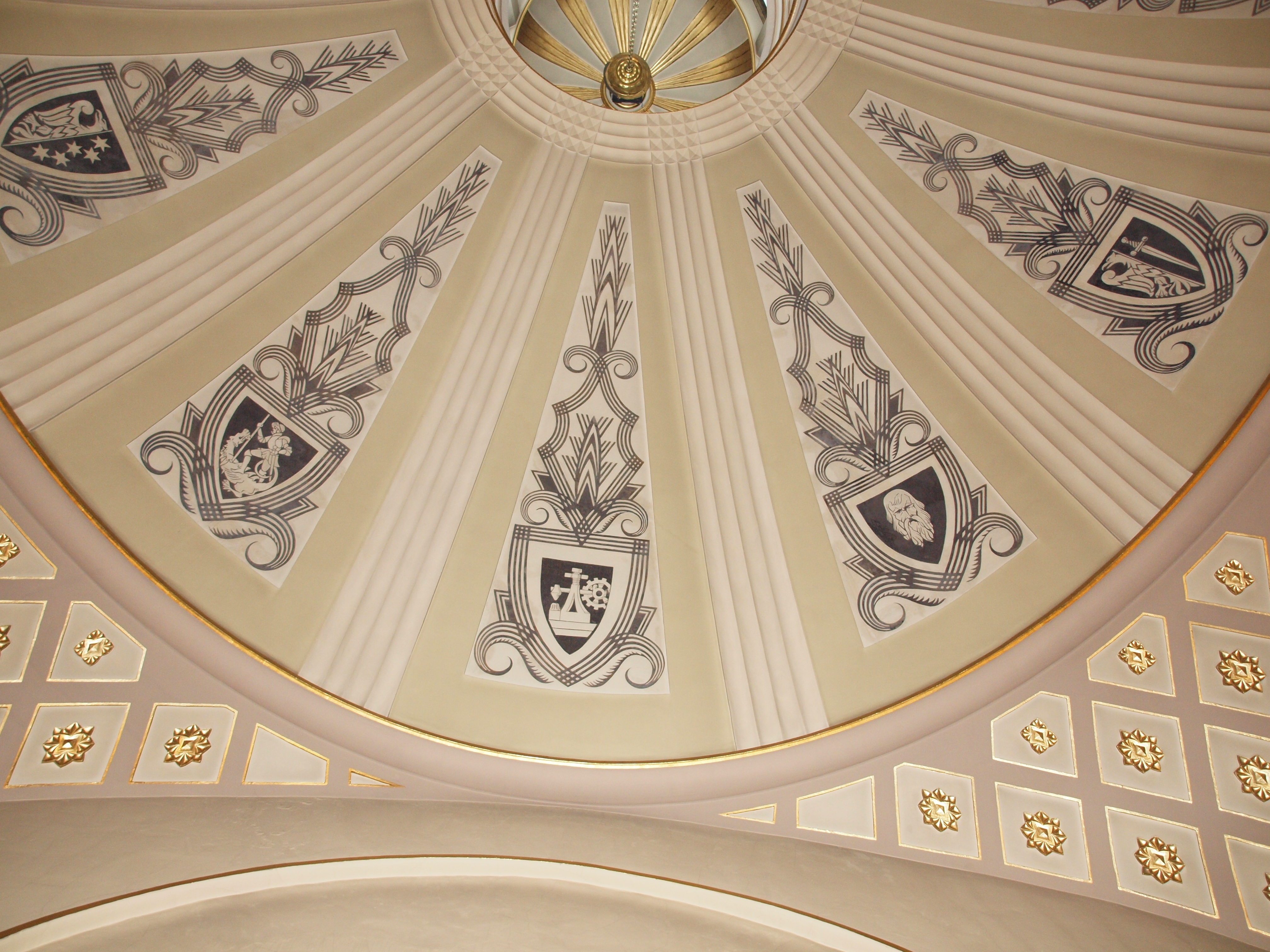
Herb Katowic (pośrodku) pod kopułą gmachu Sejmu Śląskiego

W 1922 roku Katowice zostały włączone do Polski, a zmiana przynależności państwowej i ustanowienie miasta stolicą województwa śląskiego nie wpłynęły początkowo na wygląd herbu. Nie przyjęto także uregulowań prawnych dotyczących jego wyglądu i nadal pojawiały się jego warianty plastyczne. Na okładce i karcie tytułowej rozprawy Władysława Nałęcza-Gostomskiego z 1926 roku pn. Dzieje i rozwój Wielkich Katowic ośrodka górnośląskiego przemysłu i stolicy autonomicznego woj. śląskiego młot ma podniesioną głowicę, a pod spodem umieszczono datę 1866. W Przewodniku po Wystawie Miast i Związku Miast Polskich z 1929 roku w godle miasta znajduje się młot o nietypowym rysunku z uniesioną głowicą wkomponowaną w fantazyjną bramę z cegieł, a w herbie miasta na wykonanym w 1931 roku kilimie, który zdobił salę obrad Sejmu Śląskiego młot spoczywał na kowadle.

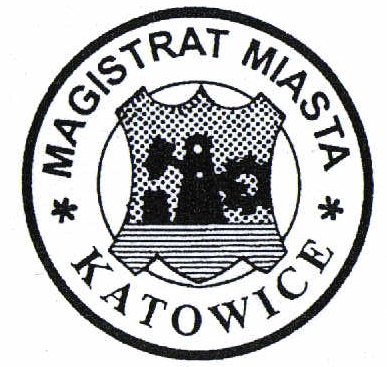
Używany przez Magistrat miasta Katowice herb miasta w 1935 roku

W połowie lat 20. XX wieku pojawiły się głosy nad całkowitą zmianą herbu z uwagi na jego wygląd, gdyż zdaniem wielu bardziej on przypominał znak firmowy aniżeli herb miasta. Inni wskazywali też na to, iż został on ustanowiony w czasach niemieckich. Zaproponowano kilka pomysłów na nowy herb – sugerowano albo umieszczenie w nim fragmentu herbu Piastów górnośląskich bądź też fragmentu herbu zakonu miechowitów, do którego w przeszłości należał Dąb. Pojawiły się też głosy za dodaniem do niego polskiego godła dla podkreślenia nowej przynależności państwowej Katowic. 
Na początku lat 30. XX wieku przystąpiono do prac zmierzających do prawnego uporządkowania spraw związanych z herbem Katowic. Rada Miejska 20 września 1933 roku przyjęła nowy herb miasta, w którym usunięto datę, a nad młotem wodnym dodano mniejszą, trójkątną biało-czerwoną tarczę dwudzielną w skos, obwiedzioną błękitną obwódką. Nowy herb Katowic, nie będący jeszcze oficjalnie zatwierdzony, ozdobił plan miasta i inne wydawnictwa okolicznościowe. Przeciw zmianie herbu protestowała natomiast frakcja niemiecka.

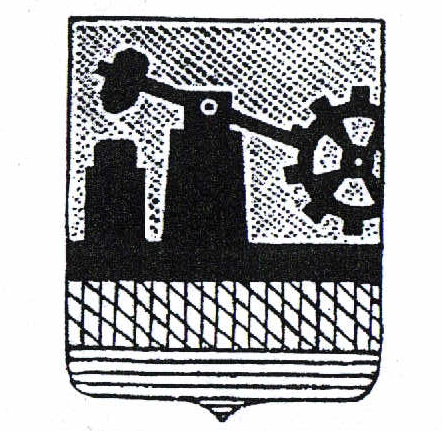
Herb Katowic według wzoru ustanowionego w 1937 roku

Władze miejskie 10 października 1933 roku przekazały dokumentację do Urzędu Wojewódzkiego celem oficjalnego zatwierdzenia herbu przez Komisję Heraldyczną Ministerstwa Spraw Wewnętrznych. Po wstępnej weryfikacji dokumenty przesłano do Warszawy. Komisja Heraldyczna nie podzieliła opinii katowickich radnych o konieczności spolszczenia herbu, domagając się usunięcia dwubarwnej tarczy i wstęgi. Na posiedzeniu Rady Miejskiej 17 grudnia 1936 roku przyjęto herb z usuniętą tarczą, pozostawiając błękitny pas symbolizujący Rawę. Został on zatwierdzony zarządzeniem Ministra Spraw Wewnętrznych z dnia 29 maja 1937 roku w sprawie zatwierdzenia herbu miasta Katowic. W zarządzeniu herb jest opisany następująco: w polu złotym czarny młot wodny z kowadłem zwrócony w prawo, z kołem zębatym lewej stronie tarczy; młot stoi na belce brunatnej nad błękitną wodą. Nową wersję herbu zaprezentowano już podczas uroczystości z okazji 15. rocznicy wkroczenia do Katowic wojsk polskich.

Herb Katowic w latach 1939–1945

W Magistracie ani w Ministerstwie Spraw Wewnętrznych nie zachowały się wizerunki zatwierdzonego wówczas herbu, lecz przyjmuje się, że zostały one wiernie zreprodukowane m.in. na blankietach Magistratu miasta Katowic. W tej wersji stojak młota znajduje się w pionowej osi symetrii pola herbu, toporzysko jest podniesione pod kątem 20° od podstawy umieszczonej na belce o wyraźnie zaznaczonych słojach. Herb nie zawiera natomiast całego koła zębatego, lecz jego większą część.
Przyjęty w 1937 roku herb Katowic obowiązywał do początków września 1939 roku. Okupacyjne władze niemieckie przyjęły nowy wariant herbu będącego pośrednim pomiędzy zatwierdzoną polską wersją a wzorem z czasów pruskich – w godle znajdowało się podwójne koło napędowe i podniesione toporzysko, które umieszczono w klasycznej gotyckiej tarczy o zaokrąglonej dolnej krawędzi.
Po II wojnie światowej wrócono do wzoru z 1937 roku. W tej też wersji około 1950 roku wykonano herb na fasadzie gmachu Urzędu Miejskiego w Katowicach, około 1952 roku na bramie wejścia głównego do Wojewódzkiego Parku Kultury i Wypoczynku czy w 1971 roku w metaloplastyce na dachu Superjednostki.
W uchwale nr L/525/98 Rady Miejskiej Katowic z 16 marca 1998 roku do statutu miasta wprowadzono załącznik przedstawiającym herb w wersji z 1937 roku wraz z jego opisem. Współczesny wygląd herbu Katowic został ustanowiony 9 lutego 2004 roku, kiedy to przyjęto uchwałę nr XX/340/2004 Rady Miejskiej Katowic w sprawie uchwalenia statutu miasta Katowice. Ustanowiony wówczas jednolity wzór herbu miasta usuwał jednocześnie nieprawidłowości w rysunku, co postulowały środowiska hutnicze.
W sierpniu 2012 roku na fasadzie modernizowanego wówczas Domu Prasy przy katowickim Rynku został umieszczony herb Katowic.

## Galeria

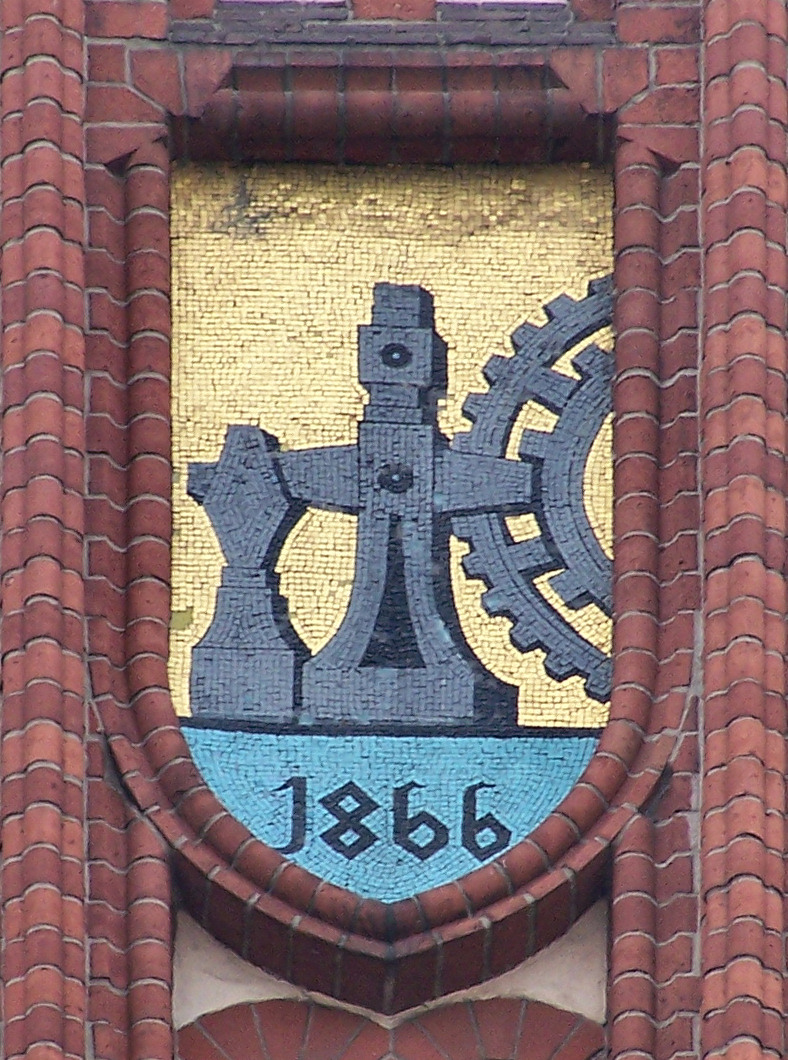
Herb Katowic na fasadzie gmachu Akademii Muzycznej im. K. Szymanowskiego
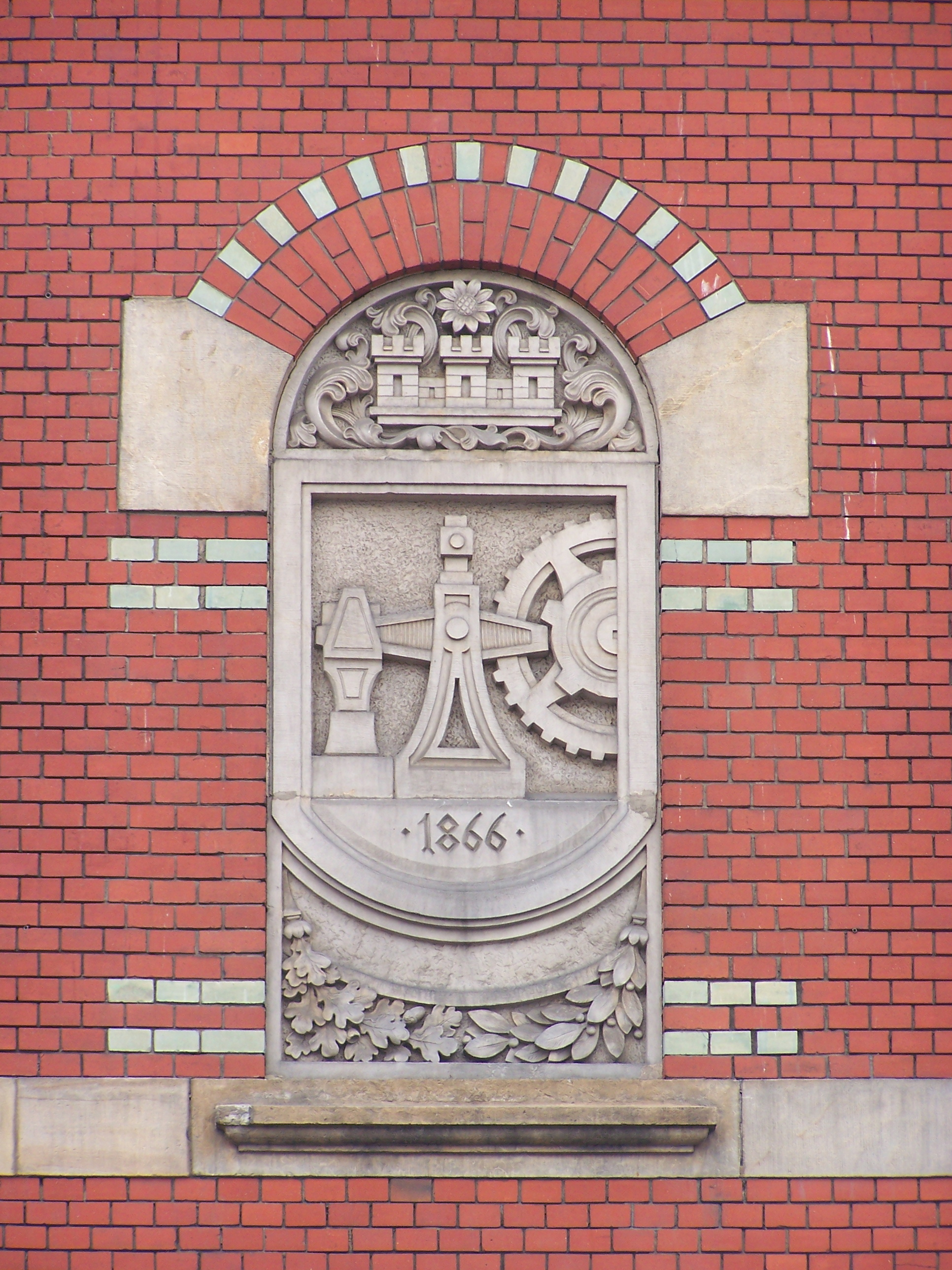
Herb Katowic na fasadzie gmachu III Liceum Ogólnokształcącego im. A. Mickiewicza
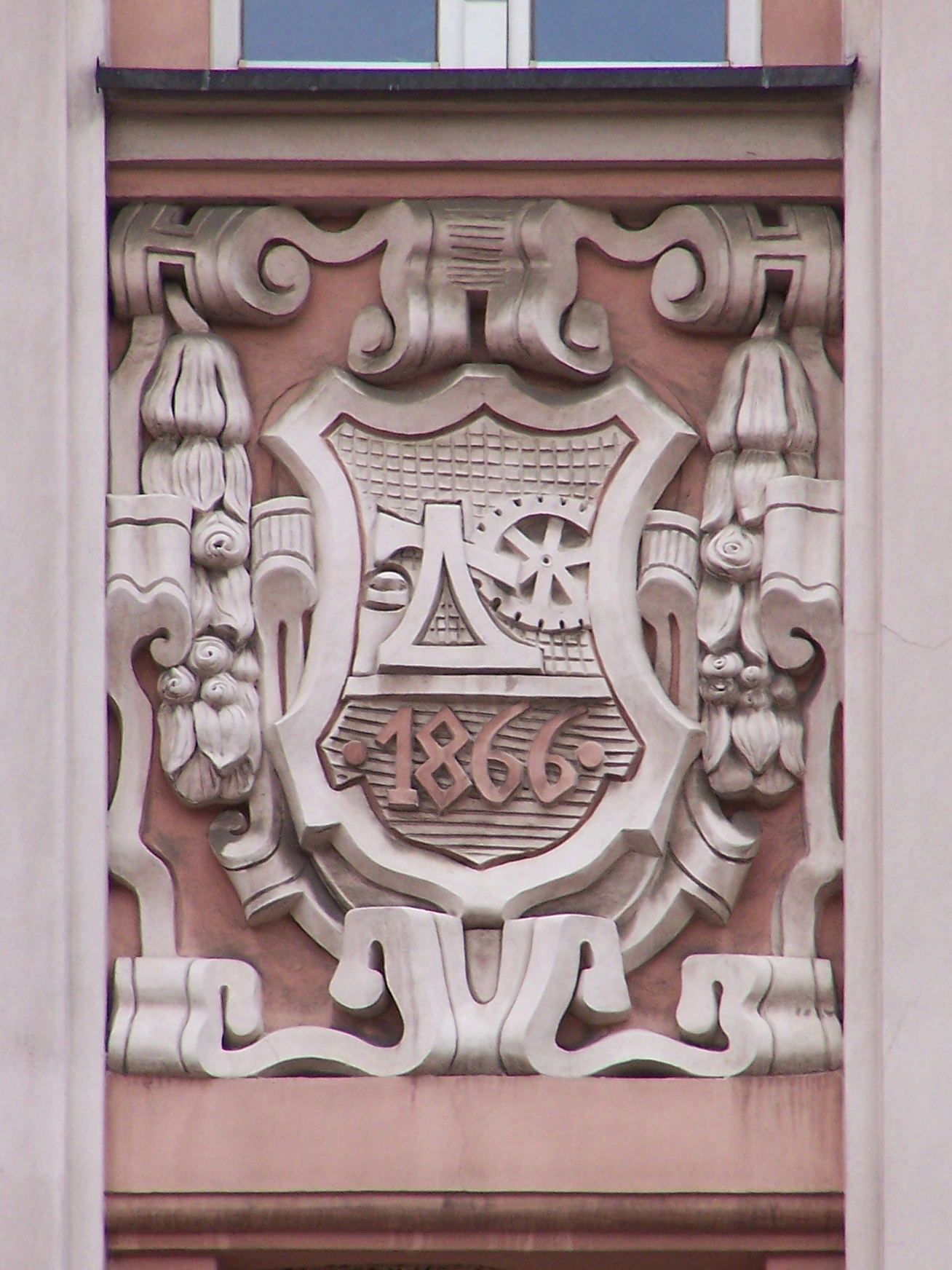
Herb Katowic na fasadzie kamienicy przy ulicy Dyrekcyjnej 10 (od strony ulicy Warszawskiej)
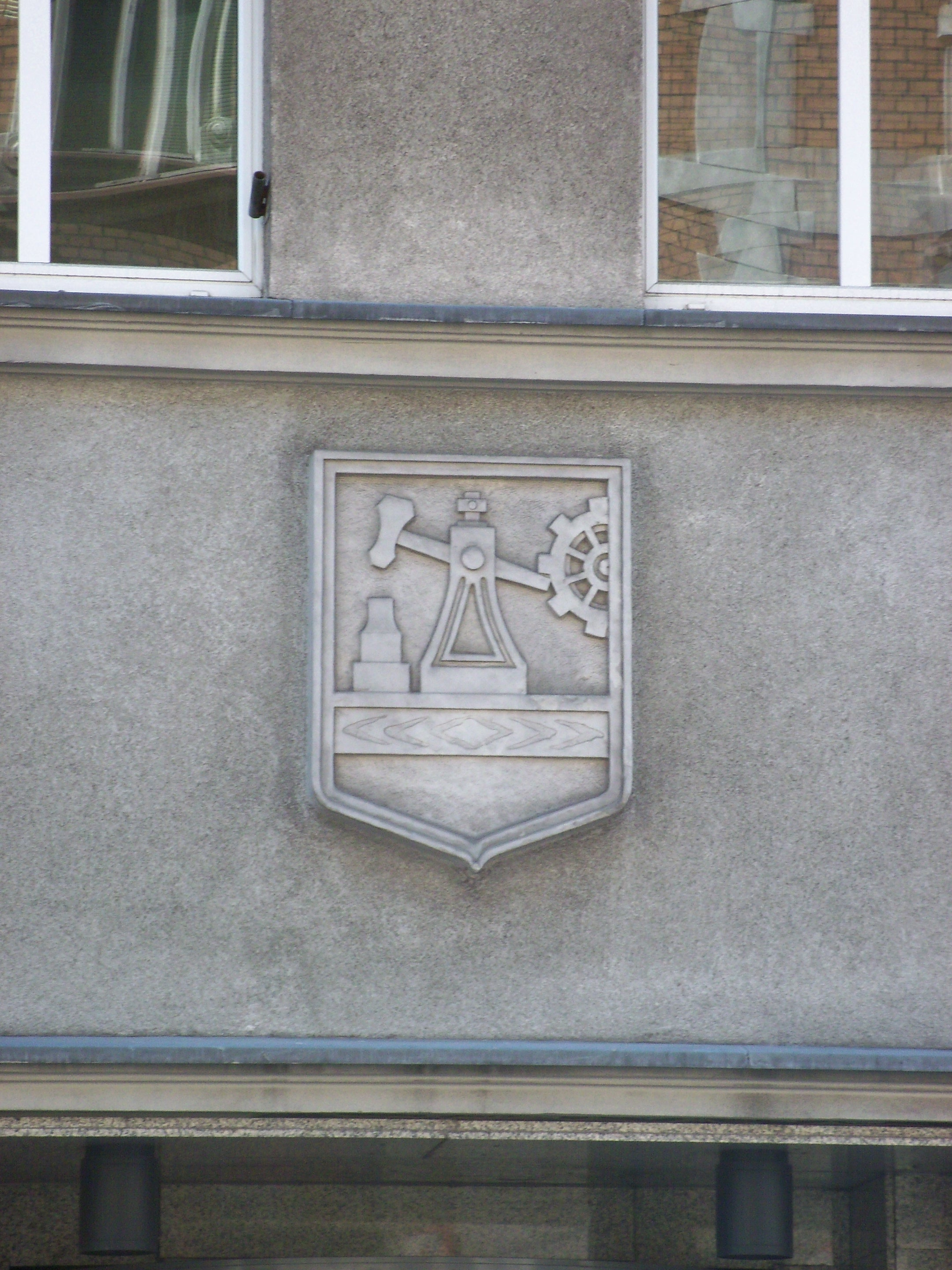
Herb Katowic na fasadzie gmachu Urzędu Miasta Katowice
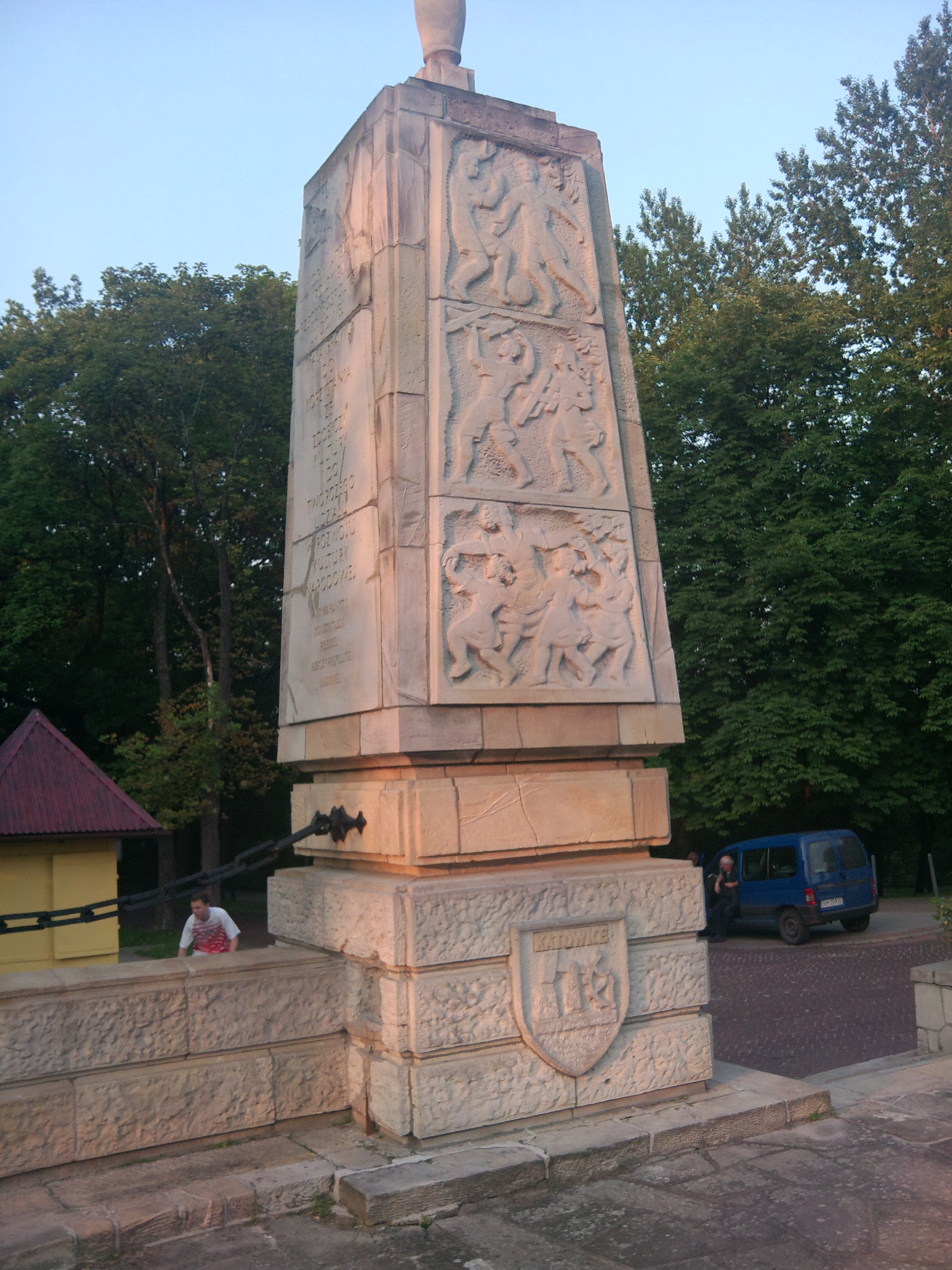
Herb Katowic na jednym z pylonów przy wejściu do parku Śląskiego
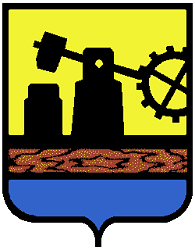
Herb Katowic przed 2004 rokiem
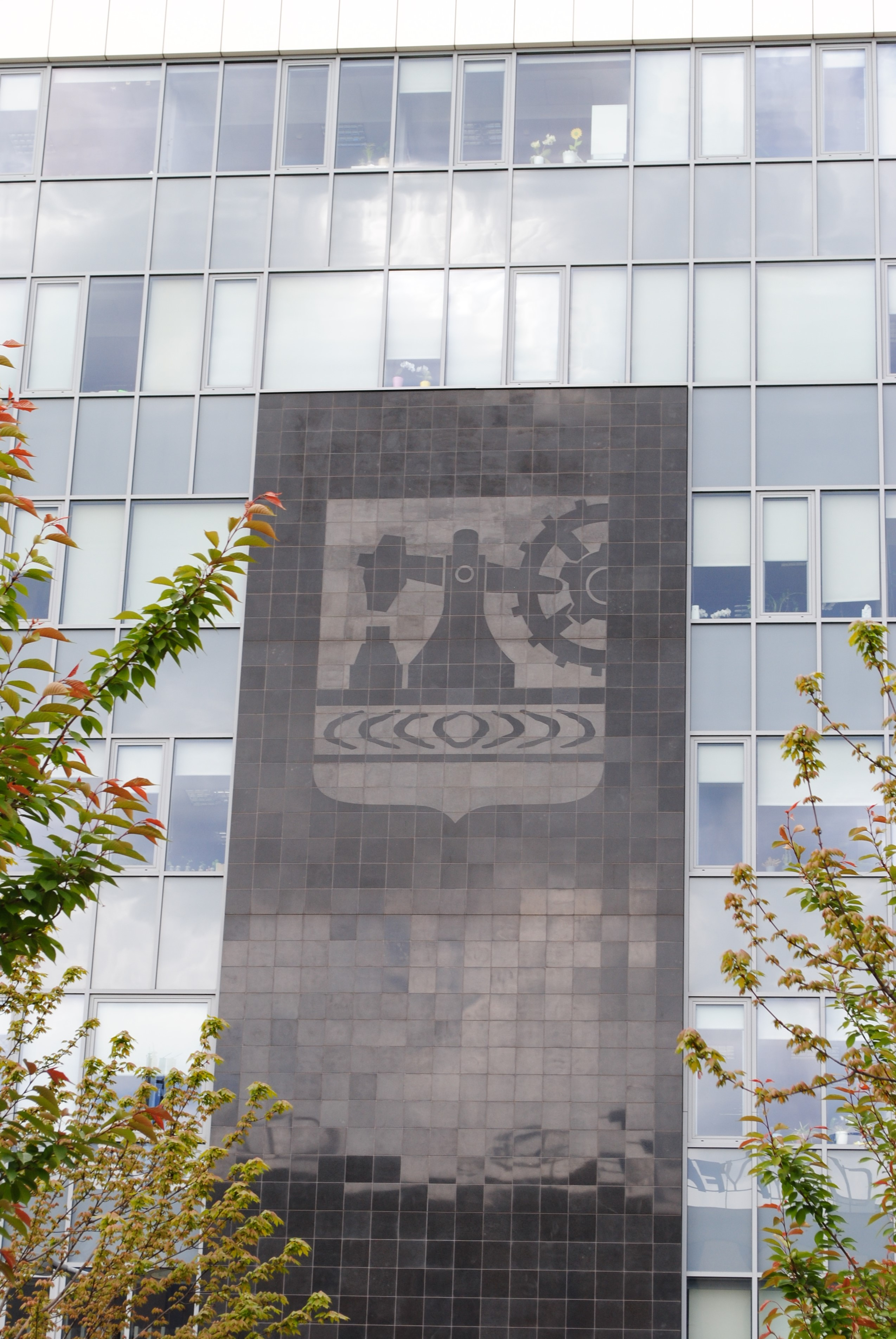
Herb Katowic na fasadzie Domu Prasy